# Alkanna leptophylla
Alkanna leptophylla là loài thực vật có hoa trong họ Mồ hôi. Loài này được Rech.f. mô tả khoa học đầu tiên năm 1951.